# Chiếc hộp tình yêu
Cubic (tiếng Thái: คิวบิก, tiếng Việt: Chiếc hộp tình yêu) là bộ phim truyền hình Thái Lan với sự tham gia của Tanin Manoonsilp và Chalida Vijitvongthong. Phim phát sóng trên đài Channel 3 (CH3) vào ngày thứ 6, thứ 7 và Chủ Nhật từ ngày 8 tháng 3 đến ngày 12 tháng 4 năm 2014.
Chiếc hộp tình yêu trở thành bộ phim Thái đầu tiên lọt vào top 3 trên PPS Website chính của Trung Quốc. Với số điểm cao
Chiếc hộp tình yêu lọt top bộ phim gây bão ở Việt Nam năm 2014

## Nội dung
Phim nói về Nark (Mint Chalida), cô nữ sinh trung học 17 tuổi, thông minh, ngoại hình bình thường và luôn bị bạn bè trong trường trêu chọc nhưng cô luôn mỉm cười và không bao giờ sợ hãi. Bố của Nark nợ Lin Lang Sur (Bomb Tanin) một khoản tiền lớn và đã hứa đem con gái lớn Nantaka, chị của Nark, để trả nợ.
Lin Lang Sur, 21 tuổi, người đứng đầu Chai Hong Group, một trong những tập đoàn mafia có ảnh hưởng nhất ở Châu Á. Lin Lang Sur đẹp trai, cao ráo, lạnh lùng, vô cảm, rất ít khi cười. Khi tuổi thơ phải chứng kiến mẹ mình tự sát và trong thế giới mafia tình yêu là điềm hiếm hoi nên Lin Lang Sur rất cô độc, chỉ tin tưởng người trợ lý thân tín là Jongsing. Khi thời gian trả nợ đã đến, ba của Nark đã đưa Nantaka đi trốn và để lại Nark nên cô bị đưa đến gặp Lin Lang Sur ở Đài Loan. Lin Lang Sur rất tức giận vì người anh muốn là Nantaka nhưng thay vào đó là cô vịt xấu xí. Nark đã thương lượng với Lin Lang Sur là cô sẽ ở lại làm việc để trả nợ. Chuyện tình đẹp của hai người bắt đầu từ đó.

## Diễn viên
- Tanin Manoonsilp vai Lin Lan Ser
- Chalida Vijitvongthong vai Ruthainak "Nak" Ritthivong
- Voravit Fuangarome vai Zhongxin
- Parada Chutchavalchotikul vai Danny Tapia
- Artit Tangwiboonpanit vai Lin Pei Yin
- Nuttanicha Dungwattanawanich vai Meena "Min"
- Chotika Wongwilas vai Fang Mei Jing
- Warit Tipgomut vai Lang Yong Wen
- Selina Pearce vai Nanthaka "Nan" Ritthivong
- Chanidapa Pongsilpipat vai Bai Ling
- Chokchai Boonworametee vai Patrick Battan
- Paphan Manoonsilp vai Chen Tahai
- Techin Pinchatree vai Ah Jong
- Passin Reungwoot vai Sun Wei
- Vorarit Fuangarome vai Jongsing
- Pichetchai Pholdee vai Li Chin Fu
- Apinun Prasertwattanakul vai Karot Tapia
- Jakkrit Ammarat vai Yuttapong Ritthiwong
- Santisuk Promsiri vai San Gui
- Thonthon Sawatkon vai Ah Liang
- Bancherd Santanapanich vai Ah Seng
- Benjawan Artner (Bo) vai Margaret (mẹ Lan Ser)
- Nattapol Leeyawanich vai (bố Lan Ser)

## Ca khúc nhạc phim
- รักครั้งแรกและครั้งสุดท้าย (Ruk Krung Raek Lae Krung Soot Tai) - Peck Palitchoke
- เวลาของเรา (Welah Kaung Rao) - Panadda ft Oak Smith
- ยกเว้นเรื่องเธอ (Yok Wen Reuang Tur) - Praew Kanitkul

## Rating
- Episode 1: 8.5
- Episode 2: 6.7
- Episode 3: 6.6
- Episode 4: 6.3
- Episode 5: 6.0
- Episode 6: 8.2
- Episode 7: 8.3
- Episode 8: 9.5
- Episode 9: 8.8
- Episode 10: 9.2
- Episode 11: 10.4
- Episode 12: 8.6
- Episode 13: 9.1
- Episode 14: 9.9
- Episode 15: 10.7
- Episode 16: 10.5
- Trung bình rating: 8.58 (Rating trung bình & tập cuối đứng thứ 4 CH3 năm 2014, top 10 rating cao nhất Lakorn 2014)

Nguồn: AGB Nielsen (Rating Nationwide)